# Moon Martin
John David "Moon" Martin, född 31 oktober 1950 i Altus i  Oklahoma, död 11 maj 2020, var en amerikansk sångare, musiker och låtskrivare.
Martin började sin karriär med att spela gitarr i ett country & western-band. Några år senare startade han och några vänner ett band som spelade Beatles-covers. I slutet av 60-talet började han spela rockabilly i bandet Southwind som efter ett tag flyttade till Los Angeles där de fick kontrakt med ett litet skivbolag. Debutskivan blev ingen framgång. De hann göra två album till innan bandet upplöstes och Martin började arbeta som studiomusiker. Snart började han göra egna låtar som han spelade in och skickade runt för att försöka få någon intresserad av dem. Snart hade han gjort sitt första egna album, Shots From a Cold Nightmare, som släpptes 1978 och fick goda recensioner och ledde till att han fick göra en Europaturné. De efterföljande åren släpptes ett antal skivor och flera turnéer. Senare flyttade Moon Martin till Nashville där han byggde en egen inspelningsstudio, Ponyboy Studio, där han fortsatte att spela in skivor som han varvade med turnéer. Senare bodde Martin i Los Angeles.

## Diskografi
- 1978 – Shots From a Cold Nightmare
- 1979 – Escape From Domination
- 1980 – Street Fever
- 1982 – Mystery Ticket
- 1985 – Mixed Emotions
- 1992 – Dreams on File
- 1993 – Bad News Live
- 1995 – Lunar Samples
- 1995 – Cement Monkey
- 1995 – Shots From a Cold Nightmare/Escape From Domination
- 1995 – Street Fever/Mystery Ticket
- 1999 – The Very Best of...
- 1999 – Louisiana Juke Box
- 2000 – Live in Paris